# Cobreros
Cobreros település Spanyolországban,  Zamora tartományban. Cobreros Requejo, Porto de Sanabria, Galende, Robleda-Cervantes, Puebla de Sanabria és Pedralba de la Pradería községekkel határos. Lakosainak száma 545 fő (2024).

## Népesség
A település népessége az utóbbi években az alábbiak szerint változott:
| Lakosok száma | 792  | 672  | 637  | 613  | 620  | 587  | 578  | 579  | 543  | 545  |
|               | 2001 | 2004 | 2007 | 2009 | 2012 | 2014 | 2017 | 2019 | 2022 | 2024 |